# HD 208008
HD 208008，又名BD-10 5785，SAO 164717、HR 8355，是一颗恒星，视星等为6.59，位于銀經46.07，銀緯-44.96，其B1900.0坐标为赤經21h 48m 15.2s，赤緯-10° -44.96′ 57″。